# Naturschutzgebiet Emder Wald
Koordinaten: 51° 41′ 30″ N, 8° 55′ 53″ O

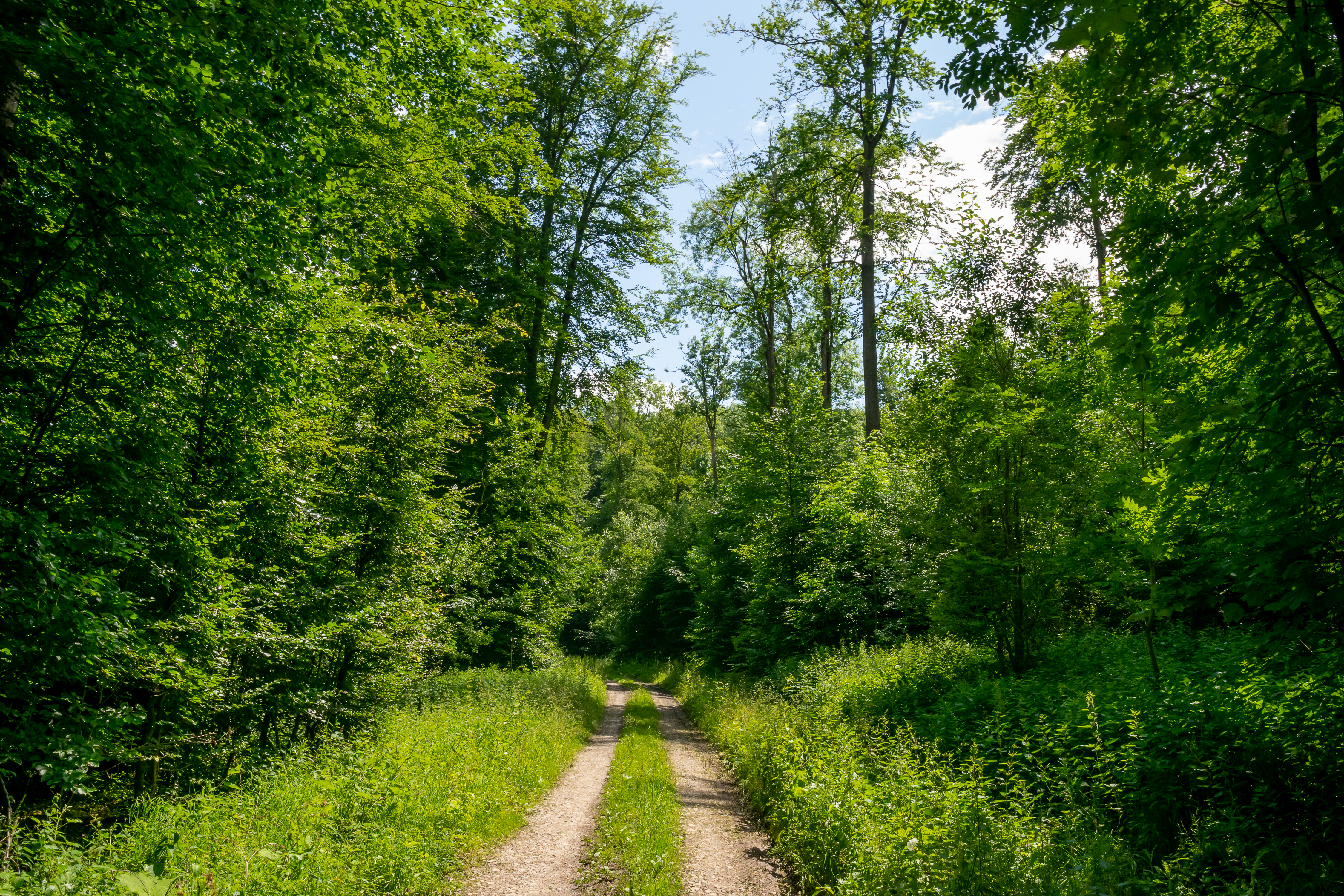
Naturschutzgebiet Emder Wald (Juli 2021)

Das Naturschutzgebiet Emder Wald liegt auf dem Gebiet der Gemeinde Altenbeken im Kreis Paderborn in Nordrhein-Westfalen.
Das Gebiet erstreckt sich südlich des Kernortes Altenbeken. Es liegt südlich von Schwaney, einem Ortsteil von Altenbeken, und nördlich von Herbram, einem Stadtteil von Lichtenau. Im Emder Wald hat der Ellerbach, ein rechter Nebenfluss der Altenau, seine Quelle.

## Bedeutung
Das etwa 91,5 ha große Gebiet wurde im Jahr 2021 unter der Schlüsselnummer PB-084 unter Naturschutz gestellt.